# Roman Andrzejewski (duchowny)

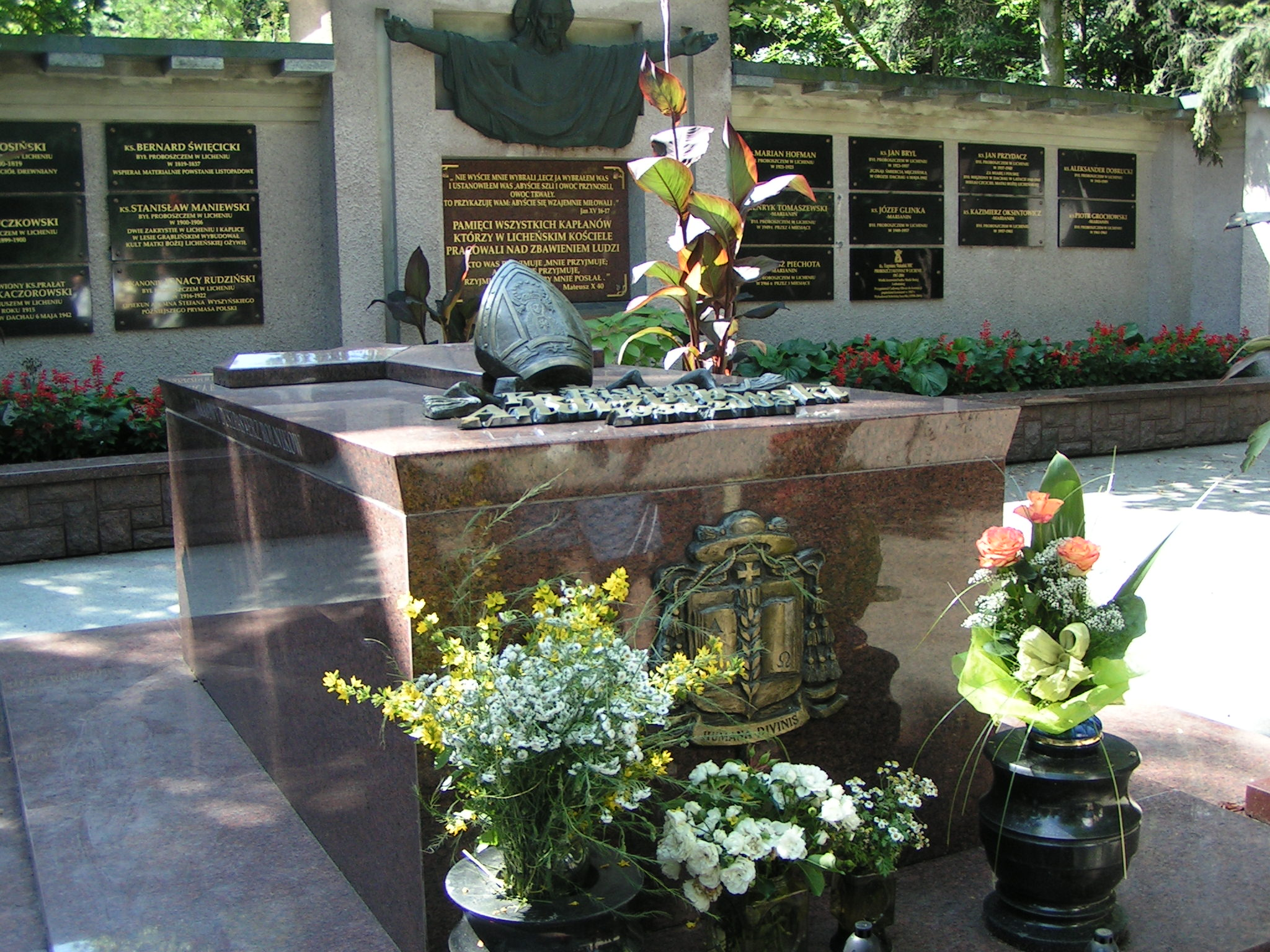
Grób biskupa Romana Andrzejewskiego w Licheniu Starym

Roman Andrzejewski (ur. 19 lutego 1938 w Morzyczynie, zm. 7 lipca 2003 w Klusku) – polski duchowny rzymskokatolicki, doktor nauk humanistycznych w zakresie filologii klasycznej, biskup pomocniczy włocławski w latach 1981–2003.

## Życiorys
Urodził się 19 lutego 1938 w Morzyczynie. W latach 1951–1955 uczył się w Liceum św. Piusa X we Włocławku (niższym seminarium duchownym). Maturę państwową zdał eksternistycznie w 1957. Studia filozoficzno-teologiczne odbył w latach 1955–1961 w Wyższym Seminarium Duchownym we Włocławku. Święceń prezbiteratu udzielił mu 21 maja 1961 w bazylice katedralnej Wniebowzięcia Najświętszej Maryi Panny we Włocławku biskup pomocniczy włocławski Franciszek Korszyński. Od 1961 studiował filologię klasyczną na Wydziale Nauk Humanistycznych Katolickiego Uniwersytetu Lubelskiego, broniąc w 1966 magisterium. W 1973 na Wydziale Filologicznym Uniwersytetu im. Adama Mickiewicza w Poznaniu na podstawie dysertacji Listy polecające Cycerona uzyskał doktorat z nauk humanistycznych w zakresie filologii klasycznej. W latach 1974–1975 przebywał na półrocznym stypendium w Papieskim Instytucie Altioris Latinitatis przy Papieskim Uniwersytecie Salezjańskim.
W latach 1966–1973 był zatrudniony najpierw jako asystent, a następnie jako starszy asystent, na Wydziale Nauk Humanistycznych Katolickiego Uniwersytetu Lubelskiego, w latach 1975–1982 prowadził wykłady zlecone z literatury łacińskiej i łaciny średniowiecznej na Wydziale Prawa Kanonicznego tego samego uniwersytetu. We włocławskim wyższym seminarium duchownym w latach 1968–1984 prowadził zajęcia z łaciny, a w latach 1972–1983 z patrologii, ponadto w latach 1968–1970 pełnił funkcję prefekta ds. wychowania, a w latach 1970–1971 i 1981–1982 prefekta studiów.
W czasie studiów w Rzymie był spikerem polskiej sekcji Radia Watykańskiego. W latach 1978–1981 pełnił funkcję spowiednika Sióstr Wspólnej Pracy od Niepokalanej Maryi we Włocławku i kamedułek w Złoczewie. Współtworzył przekład Dziejów Apostolskich do Biblii poznańskiej, a także przetłumaczył na łacinę liczącą około 3000 stron dokumentację procesu beatyfikacyjnego biskupa Michała Kozala. Zasiadał w Zarządzie Głównym Towarzystwa Przyjaciół KUL, był też członkiem Bractwa Orląt Lwowskich.
14 listopada 1981 został mianowany biskupem pomocniczym diecezji włocławskiej ze stolicą tytularną Tullia. Święcenia biskupie otrzymał 20 grudnia 1981 w bazylice katedralnej Wniebowzięcia Najświętszej Maryi Panny we Włocławku. Konsekrował go miejscowy biskup diecezjalny Jan Zaręba, któremu asystowali biskupi pomocniczy: włocławski – Czesław Lewandowski, łomżyński – Tadeusz Zawistowski i płocki – Jan Wosiński. Jako zawołanie biskupie przyjął słowa „Humana divinis” (Ludzkie ku Boskiemu). W 1982 został ustanowiony wikariuszem generalnym diecezji i otrzymał godność archidiakona włocławskiej kapituły katedralnej. W latach 1991–1992 pełnił funkcję wikariusza biskupiego w Kaliszu. W kurii diecezjalnej był przewodniczącym wydziału nauki katolickiej, rady ekonomicznej i nadzorczej, komisji egzaminacyjnej, komisji sztuki kościelnej oraz komisji budownictwa sakralnego i kościelnego. Pełnił funkcję przewodniczącego komisji redakcyjnej II Synodu Włocławskiego. Przewodniczył komitetom wizyt Jana Pawła II we Włocławku w 1991 oraz w Licheniu w 1999. Dwukrotnie – od 22 listopada 1986 do 29 grudnia 1987 po śmierci biskupa Jana Zaręby, a także od 4 do 20 kwietnia 1992 po objęciu arcybiskupstwa gnieźnieńskiego przez biskupa Henryka Muszyńskiego – zarządzał diecezją w charakterze administratora. W czasie pierwszych rządów przygotował diecezję do beatyfikacji biskupa Michała Kozala.
W Episkopacie Polski w latach 1988–1996 był przewodniczącym Komisji ds. Duszpasterstwa Rolników, po czym do 2001 pełnił funkcję krajowego duszpasterza rolników, ponadto należał do Komisji ds. Duszpasterstwa Ogólnego, Komisji ds. Liturgii i Komisji Duszpasterstwa Liturgicznego, a także Podkomisji ds. Duszpasterstwa Kobiet. W 2000 uczestniczył jako współkonsekrator w sakrze biskupa pomocniczego włocławskiego Stanisława Gębickiego.
Pod koniec lat 80. XX w. jako pierwszy polski biskup odbywał podróże duszpasterskie do ZSRR. Ustanowił Wydawnictwo Duszpasterstwa Rolników, patronował prasie rolniczej, zainicjował tworzenie katolickich uniwersytetów ludowych, był współfundatorem fundacji „Solidarna Wieś”. Brał udział w negocjacjach rolników z reprezentantami Kopalni Węgla Brunatnego „Konin” (1998) oraz z przedstawicielami rządu Jerzego Buzka (1999). Współorganizował Klub Inteligencji Katolickiej we Włocławku, jako przewodniczący Komisji ds. Gimnazjum i Liceum im. Ks. Jana Długosza we Włocławku przyczynił się do reaktywowania tych szkół.
Zmarł 7 lipca 2003 w miejscowości Klusek w wyniku zawału serca. 11 lipca 2003 został pochowany w alei zasłużonych na cmentarzu w licheńskim sanktuarium Matki Bożej Bolesnej.

## Odznaczenia i upamiętnienie
Otrzymał honorowy tytuł Obrońcy Lwowa i honorowy Krzyż Sybiraka. Został honorowym członkiem Związku Więźniów Politycznych Okresu Stalinowskiego 1939–1956 i Związku Sybiraków, a także konfratrem zgromadzenia marianów.
W 2004 fundacja „Solidarna Wieś” ustanowiła nagrodę jego imienia, przyznawaną za pracę na rzecz środowisk wiejskich i małomiasteczkowych oraz wkład w ich rozwój kulturalny i gospodarczy. W 2017 jego imię nadano Szkole Podstawowej w Morzyczynie.